# Langholm, Danmark
Langholm är en ö i Danmark.   Den ligger i Region Syddanmark, i den södra delen av landet. På ön förekommer gräsmarker.